# 미야모토 카린
미야모토 카린(일본어: 宮本佳林 미야모토 가린[*], 1998년 12월 1일 ~ )는 일본의 여성 아이돌 그룹 전 Juice=Juice의 멤버이며, 연예사무소 J.P ROOM(업프런트 그룹) 소속

## 인물
- 좋아하는 음식은 딸기, 고등어 초밥.
- 동경의 대상인 선배는 오카이 치사토.
- 목표는 "노래와 춤을 통해 많은 사람에게 "힘"을 보내는 것"이라고 천명하고 있지만 본인은 자신의 성격을 "의외로 분위기에 흐르기 쉽다"고 분석했다.
- 2살 때부터 초등학교 5학년까지 영어 교실에 다녔다.
- 특기는 초등학교 3학년경에 시작한 요가와 마리오의 점프 소리의 성대모사.

## 약력
애니메이션「키라링☆레볼루션」의 엔딩곡 "大きな愛でもてなして"를 불러 ℃-ute에 꾸며 하로프로에그(현 하로프로 연수생)의 오디션을 받아 합격하고, 2008년 11월에 가입. 같은 달 24일 "2008 헬로! 프로젝트 신인 공연 11월 요코하마 JUMP!~"에서 최초 공개되었다.
2009년
- 7월 15일, 헬로! 프로젝트의 커버 앨범「チャンプル①〜ハッピーマリッジソングカバー集〜」가 발매해, 그 중에서「신미니모니。」의 멤버로 뽑혔다.

2010년
- 모닝구무스메。9기 오디션에 참가하는 것도 낙선.
- 11월부터 2013년 4월까지 시즈오카 아사히 TV「핑크스」및「코핑크스!」의 이미지 캐릭터 코핑크의 나레이션을 맡았다. "코핑크*" 명의로 미야모토가 부른 이 프로그램의 주제곡이 전달되어 또 미니 앨범「コピンクス!メロディーズ〜star chart〜」로 2013년 3월에 발매되었다.

2011년
- 스마이레지 2기 오디션과 모닝구무스메。10기「건강표」오디션에 참가하는 것도 낙선.

2012년
- 모닝구무스메。11기「맨얼굴」오디션에 참가하는 것도 낙선.

2013년
- 2월 3일, 하로프로연수생 중에서 결성되는 새로운 유닛의 멤버로 뽑혔다. 미야모토 이외의 멤버는 카나자와 토모코, 우에무라 아카리, 미야자키 유카, 다카기 사유키, 오오츠카 아이나부터 6명의 유닛이 된다.
- 2월 25일, 신유닛 그룹 이름이「Juice=Juice(쥬스=쥬스)」로 발표되었다.

2020년
- 2월 10일, 6월을 기해 Juice=Juice와 헬로! 프로젝트를 졸업을 발표하였다[1]. 졸업 후에도 연예 활동을 계속하게 된다.
- 4월 21일, 6월 3일에 졸업할 예정이였으나, 신종 코로나바이러스 감염 우려로 인해 졸업 일자가 정기되었다[2](졸업 일자가 12월 10일로 예정).
- 12월 10일, 일본 무도관에서 행해진「Juice=Juice 콘서트 2020 ~계속되는 STORY~ 미야모토 카린 졸업 스페셜」을 기해 Juice=Juice와 헬로! 프로젝트를 졸업.
- 12월 12일, M-line club에 가입.

2021년
- 4월 1일, 소속 사무소 J.P ROOM으로 이적.

## 작품

### 싱글
1. どうして僕らにはやる気がないのか(2021)／氷点下／規格外のロマンス (2021년 12월 1일)
2. なんてったって I Love You／ハウリング (2022년 6월 22일)
3. バンビーナ・バンビーノ／Lonely Bus (2023년 11월 8일)
4. キケンな魔法／ビースト! (2025년 6월 11일)

### 착신 싱글
1. どうして僕らにはやる気がないのか (2019년 10월 18일)
2. 未来のフィラメント (2020년 12월 10일)

「코핑크*」명의
1. カリーナノッテ(feat.コピンク) (2011년 12월 21일)
2. 最高視感度(feat.コピンク) (2012년 8월 29일)
3. 兎tocome(feat.コピンク) (2012년 12월 5일)
4. リバース(feat.コピンク) (2013년 1월 30일)

콜라보레이션
- ほたる祭りの日 / 사토 마사키×미야모토 카린 (2022년 8월 13일)
- すっぴん / 미야모토 카린, 오가타 리사, 사토 마사키 (2023년 11월 19일)
- C＼C(シンデレラ＼コンプレックス)'24 / SIOOM (from M-line Music) (멤버:사토 마사키, 미야모토 카린, 이나바 마나카, 오가타 리사, 오제키 마이) (2024년 3월 1일)

### 앨범
1. ヒトリトイロ (2022년 10월 12일)
2. Spancall (2024년 5월 22일)

### 미니 앨범
「코핑크*」명의
1. コピンクス!メロディーズ〜star chart〜 (2013년 3월 20일)

### 기타 미니 앨범
1. STAGE VANGUARD「ザ☆アイドル！」オリジナルサウンドトラック (2024년 12월 15일)

### 영상 작품
1. Greeting～宮本佳林～ (2014년 3월 3일) - e-LineUP! 한정 판매
2. KArin (2014년 7월 16일)
3. かりんは16歳 (2015년 7월 22일)
4. bluest (2016년 11월 23일)
5. 佳林=KARIN (2018년 12월 26일)
6. 宮本佳林 LIVE TOUR ～Karing～ (2020년 3월 25일 DVD / Blu-ray)
7. STAGE VANGUARD「悪嬢転生」(2022년 12월 21일)

## 출연

### 텔레비전
- 아송테마나브 인기 아역이 미남 선생님과 사회과 견학! (2010년, 테레비도쿄)
- 핑크스 (2010년 11월 26일 ~ 2013년 3월 23일, 시즈오카 아사히 TV) - 부정기
- 코핑크스! (2011년 4월 12일 ~ 2013년 4월 2일, 시즈오카 아사히 TV) - 프로그램에 등장하는 캐릭터「코핑크」의 목소리를 담당.

### 라디오
- HELLO! DRIVE! -하로드라- (2016년 10월 3일 ~ 2019년 6월, 라디오 네오)
- 오늘은 하루 "하로프로" 삼매 (2019년 8월 16일, NHK FM) - 게스트
- 미야모토 카린의 잡담 라디오 (2022년 1월 1일 ~ , RF라디오닛폰)

### 콘서트 · 라이브

#### 단독
- 미야모토 카린 LIVE TOUR 2019 ~Karing~ (2019년 10월 17일, Zepp Tokyo · 23일, Namba · 24일, Nagoya)
- 미야모토 카린 LIVE 2021 봄 ~아마리리스~ (2021년 6월 11일, 메르파르크 홀 오사카 · 19일, 나카노 선플라자)
- 미야모토 카린 LIVE 2021 ~다리아~ (2021년 9월 4일, NHK 오사카 홀 · 5일, 일본 특수도업 시민회관 빌리지 홀 · 20일, 나카노 선플라자)
- 미야모토 카린 LIVE 2022 봄 ~아메지스트~ (2022년 5월 1일, 메르파르크 홀 오사카 · 4일, 일본 특수도업 시민회관 빌리지 홀 · 22일, 메구로 퍼시몬 홀)
- 미야모토 카린 LIVE 2023 ~히토리이로~ (2023년 2월 5일, 메구로 퍼시몬 홀 · 10일, 일본 특수도업 시민회관 빌리지 홀 · 11일, 메르파르크 홀 오사카)
- 미야모토 카린 LIVE 2023 가을 ~Hello! Brand new me~ (2023년 9월 30일, Zepp Nagoya · 10월 7일, DiverCity · 21일, Osaka Bayside · 28일, 센다이 다레모 시라나이 극장 · 11월 11일, 후쿠오카 토요타 홀 스카라 에스파시오 · 25일, SOUND SHOWER ark 시미즈 · 12월 16일, 히로시마 LIVE VANQUISH)
- 미야모토 카린 LIVE 2024 봄 ~Hello! Brand new me~ RETURNS (2024년 3월 16일, PENNY LANE 24 · 29일, 신사이바시 BIGCAT · 30일, 나고야 ReNY limited · 4월 13일, HEAVEN'S ROCK 사이타마 신토신 VJ-3 · 14일, 요코하마 Bay Hall · 29일, 카시와 PALOOZA · 5월 3일, 센다이 나니모시라나이 극장 · 5일, SOUND SHOWER ark 시미즈 · 11일, 후쿠오카 토요타 홀 스카라 에스파시오 · 12일, 히로시마 LIVE VANQUISH)
- 미야모토 카린 LIVE 2024 ~TWiNKLE~ (2024년 12월 15일, Zepp Nagoya · 22일, Osaka Bayside · 29일, DiverCity)
- 미야모토 카린 LIVE 2024-2025 ~TWiNKLE~ (2025년 1월 13일, 센다이 나니모시라나이 극장 · 18일, SOUND SHOWER ark 시미즈 · 25일, 후쿠오카 토요타 홀스칼라 에스파시오 · 26일, 히로시마 LIVE VANQUISH · 2월 2일, 삿포로 PENNY LANE 24)
- 미야모토 카린 Sweet Box 2025 ~Happy Valentine's Day!~「Chocola」「Macalon」(2025년 2월 14일 ~ 16일, 다이이치 호텔 료고쿠, 6회 공연)

#### 합동
- 2008 헬로! 프로젝트 신인 공연 11월 요코하마 JUMP!~ (2008년 11월 24일, 요코하마 BLITZ)
- 2009 헬로! 프로젝트 신인 공연 4월 요코하마 HOP!~ (2009년 4월 4일 · 5일, 요코하마 BLITZ)
- 2009 헬로! 프로젝트 신인 공연 9월 요코하마 JUMP!~ (2009년 9월 23일, 요코하마 BLITZ)
- 2009 헬로! 프로젝트 신인 공연 11월 ~요코하마 FIRE!~ (2009년 11월 23일, 요코하마 BLITZ)
- 2010 헬로! 프로젝트 신인 공연 3월 ~요코하마 GOLD~ (2010년 3월 27일, 요코하마 BLITZ)
- 2010 헬로! 프로젝트 신인 공연 6월 ~요코하마 HOP!~ (2010년 6월 5일, 요코하마 BLITZ)
- 2010 헬로! 프로젝트 신인 공연 9월 ~요코하마 STEP!~ (2010년 9월 5일, 요코하마 BLITZ)
- 2010 헬로! 프로젝트 신인 공연 11월 ~요코하마 JUMP!~ (2010년 11월 28일, 요코하마 BLITZ)
- 하로프로에그 2011 발표회 ~9월의 생계란 Show!(2011년 9월 11일, 요코하마 BLITZ)
- 하로프로 연수생 발표회 2012 ~3월의 생계란 Show!~ (2012년 3월 31일, 니혼바시 미츠이 홀)
- 하로프로 연수생 발표회 2012 ~6월의 생계란 Show!~ (2012년 6월 17일, 야마노 홀)
- 하로프로 연수생 2012 발표회 ~9월의 생계란 Show!~ (2012년 9월 9일, 야마노 홀)
- 스마이레지 라이브 투어 2012 가을 ~쵸이카와 반장~ (2012년 9월 ~ 11월) -「챔피언 액트」로서 출연해, 오리지널 곡「彼女になりたいっ!!!」를 피로.
- 시즈오카 슨푸 마라톤 "핑크스 & 코핑크스! 스페셜 라이브" (2013년 3월 2일, 슨푸 성 공원)
- 하로프로 연수생 발표회 2013 ~3월의 생계란 Show!~ (2013년 3월 31일, 요코하마 BLITZ)
- 하로프로 연수생 발표회 2013 ~봄의 공개 실력 진단 테스트~ (2013년 5월 5일, 나카노 선플라자)
- 하로프로 연수생 발표회 2013 ~6월의 생계란 Show!~ (2013년 6월 8일, 메르바르크 도쿄 · 15일, 오사카 미도회관)
- M-line Special 2021 ~Make a Wish!~ (2021년 1월 31일, 셀리안 타워 볼룸, 2회 공연 · 2월 6일, 도카이 시 예술회관 대홀, 2회 공연 · 13일 · 14일, 나카노 선플라자, 3회 공연 · 21일, 마츠시타 IMP홀, 2회 공연 · 27일, Zepp 도쿄, 2회 공연 · 3월 6일, 센다이 GIGS, 2회 공연 · 20일, NHK 오사카 홀, 2회 공연 · 27일, 후쿠오카 국제회의장 메인홀, 2회 공연 · 28일, 일본 특수도업 시민회관 빌리지홀, 2회 공연 · 4월 4일, 오사카 산케이홀 브리제, 2회 공연 · 29일, 하치오지 시 예술문화회관 이치죠 홀, 2회 공연 · 5월 4일 · 6월 20일(정기), 나카노 선플라자, 2회 공연 · 5월 8일, 아마신 알카익 홀 옥토, 2회 공연 · 9일, 아이치 오와리아사히 시 문화회관, 2회 공연 · 15일 · 16일, 메구로 퍼시몬 홀, 4회 공연 · 22일, 홋카이도 신홀, 2회 공연 · 30일, 지바 시민회관 대홀, 2회 공연 · 6월 5일, 나고야 시민회관, 2회 공연, 12일 · 8월 15일(정기), NHK 오사카 홀, 2회 공연 · 6월 26일(정기), 토다 시 시민회관, 2회 공연 · 27일, 센다이 GIGS, 2회 공연 · 7월 24일, KT Zepp 요코하마, 2회 공연 · 25일, Zepp 난바, 2회 공연 · 8월 29일(정기), 마츠시타 IMP 홀, 2회 공연 · 9월 11일, 에도가와 구 종합문화센터 대홀, 2회 공연 · 10월 3일, 메구로 퍼시몬 홀, 2회 공연 · 10일, 마사토 시 문화회관, 2회 공연 · 19일, 나고야 시민회관, 2회 공연 · 30일 · 31일, 요코하마 랜드마크 홀, 4회 공연 · 11월 14일, NHK 오사카 홀, 2회 공연 · 20일, 나카노 선플라자, 2회 공연 · 23일, 삿포로 쿄사이 홀, 2회 공연 · 28일, 야마구치 KDD 이신 홀, 2회 공연 · 12월 4일, 히로시마 국제회의장 피닉스 홀, 2회 공연 · 11일, Zepp 도쿄, 2회 공연 · 18일, 센다이 GIGS, 2회 공연 · 25일, 일본 특수도업 시민회관 빌리지홀, 2회 공연)
- 오가타 리사「bon voyage!」in COTTON CLUB (2022년 1월 19일 · 4월 11일, COTTON CLUB, 5회 공연)[3] - 게스트로서 출연.
- M-line Special 2022 ~My Wish~ (2022년 2월 13일, 마츠시타 IMP 홀, 2회 공연 · 23일, 메구로 퍼시몬 홀, 2회 공연 · 3월 5일, 후쿠오카 시민 문화회관 중홀, 2회 공연 · 19일, 일본 특수도업 시민회관 빌리지홀, 2회 공연 · 21일, 히로시마 JMS 아스테르 플라자 대홀, 2회 공연 · 6월 4일, 토다 시 문화회관, 2회 공연 · 18일, 센다이 GIGS, 2회 공연 · 7월 17일, NHK 오사카 홀, 2회 공연 · 31일, 일본 특수도업 시민회관 빌리지홀, 2회 공연 · 8월 28일, 삿포로 쿄사이 홀, 2회 공연 · 9월 4일(정기), 오사카 메르파르크 홀, 2회 공연 · 19일, 히로시마 NTT 크레드 홀, 2회 공연 · 25일, 토다 시 시민회관, 2회 공연 · 10월 2일, NHK 오사카 홀, 2회 공연 · 10일(정기), 나고야 시민회관, 2회 공연 · 10월 16일, 요코하마 랜드마크 홀, 2회 공연 · 11월 13일, Zepp Haneda, 2회 공연 · 23일, 센다이 GIGS, 2회 공연 · 12월 17일, NHK 오사카 홀, 2회 공연 · 24일, 메구로 퍼시몬 홀, 2회 공연)
- M-line Special 2023 ~Magical Wish~ (2023년 2월 26일, 센다이 GIGS, 2회 공연 · 3월 4일, 마츠시타 IMP 홀, 2회 공연 · 21일, 요코하마 랜드마크 홀, 2회 공연 · 25일, 삿포로 쿄사이 홀, 2회 공연 · 4월 14일, 나카노 ZERO 대홀, 1회 공연 · 28일, 메구로 퍼시몬 홀, 1회 공연 · 5월 4일 · 5일, 요코하마 랜드마크 홀, 4회 공연 · 6월 17일, 토다 시 문화회관, 2회 공연 · 25일, 도카이 예술극장 대홀, 2회 공연 · 7월 1일, 메르파르크 홀 오사카, 2회 공연 · 6일, 메구로 퍼시몬 홀, 1회 공연 · 26일, 오오타 구민 홀 어플리코 대홀, 1회 공연 · 8월 6일, 덴키 빌 미라이 홀, 2회 공연 · 31일, 타워홀 후나보리 대홀, 1회 공연 · 9월 23일, 센다이 GIGS, 2회 공연 · 24일, 고리야마 Hip Shot Japan, 2회 공연 · 10월 22일, OSAKA MUSE, 2회 공연 · 27일, 메구로 퍼시몬 홀, 1회 공연 · 12월 2일, 카시와 PALOOZA, 2회 공연 · 3일, 삿포로 PENNY LANE 24, 2회 공연 · 5일, 나카노 ZERO 대홀, 1회 공연 · 9일, 기후 club-G, 2회 공연 · 10일, SOUND SHOWER ark, 2회 공연 · 17일, 슈난 RISING HALL, 2회 공연 · 24일, 센다이 GIGS, 2회 공연)
- Hello! Project 25th ANNIVERSARY CONCERT「ALL FOR ONE & ONE FOR ALL!」ACT II (2023년 9월 10일, 국립 요요기 경기장 제1체육관)
- 오카야마현 비젠시×OCHA NORMA 지역 활성화 콘서트 나루치카 OCHA NORMA in 비젠 (2023년 11월 19일, 비젠시 시민센터) - 스페셜 게스트로서 출연.
- M-line Special 2024 ~Many well wishes~ (2024년 2월 4일, 요코하마 Bay Hall, 2회 공연 · 3월 3일, 시가 U-STONE, 2회 공연 · 9일, 히로시마 LIVE VANQUISH, 2회 공연 · 10일, 오카야마 CRAZYMAMA KINGDOM, 2회 공연 · 23일, SOUND SHOWER ark, 2회 공연 · 24일, 메구로 퍼시몬 홀, 2회 공연 · 4월 6일, 아오모리 Quarter, 2회 공연 · 7일, 고리야마 Hip Shot Japan, 2회 공연)
- M-line Special 2025 Spring ~move it on~ (2025년 3월 2일, 신주쿠 ReNY, 2회 공연 · 16일, 우메다 BANGBOO, 2회 공연 · 20일, 후쿠오카 DRUM Be-1, 2회 공연 · 22일, 나고야 Electric Lady Land, 2회 공연 · 4월 19일, 삿포로 PENNY LANE 24, 2회 공연 · 27일, 카시와 PALOOZA, 2회 공연 ·29일, HEAVEN'S ROCK 사이타마 신토신 VJ-3, 2회 공연 · 5월 4일, 모리오카 CLUB CHANGE WAVE, 2회 공연 · 5월 5일, 센다이 darwin, 2회 공연 · 11일, 사쿠라자카 센트럴, 2회 공연 · 17일, Takara Osaka, 2회 공연 · 25일, 요코하마 Bay Hall, 2회 공연 · 6월 1일, 후쿠오카 DRUM Be-1, 2회 공연)

### 무대
- STAGE VANGUARD「악양전생」(2022년 7월 5일 ~ 12일 / 8월 5일 ~ 9일 / 2023년 5월 24일 ~ 6월 1일, COTTON CLUB)
- STAGE VANGUARD「더☆아이돌!」(2024년 6월 15일 ~ 30일, 신주쿠 시어터 머큐리)

### PV
- 青春小僧が泣いている / 모닝구무스메。'15 - 스즈키 카논의 댄스 파트
- 夕暮れは雨上がり / 모닝구무스메。'15 - 스즈키 카논의 댄스 파트

## 서적

### 사진집
- 1st 솔로 사진집「佳林」(2014년 6월 12일, 와니북스) ISBN 978-4-8470-4653-7
- 2nd 솔로 사진집「Karin sixteen」(2015년 5월 27일, 와니북스) ISBN 978-4-8470-4757-2
- 3rd 솔로 사진집「Sun Flower」(2016년 10월 21일, 와니북스)
- 스무살기념 사진집「覚醒 -KAKUSEI-」(2018년 12월 1일, 와니북스) ISBN 978-4-8470-8165-1
- Juice=Juice 졸업 사진집「RIN」(2020년 5월 20일, 와니북스) ISBN 978-4-8470-8290-0
- 4th 솔로 사진집「Prink」(2024년 9월 30일, 와니북스) ISBN 978-4-8470-8570-3

## 소속 유닛
- 셔플 유닛
  - 신미니모니。(2009년 ~ 2020년)
- Juice=Juice (2013년 ~ 2020년)
- 쥬린 (2013년 ~ 2020년)
- SIOOM (from M-line Music) (2024년)

## 같이 보기
- 헬로! 프로젝트